# Tityus tayrona
Tityus tayrona is een schorpioenensoort uit de familie Buthidae die voorkomt in Zuid-Amerika.
Het verspreidingsgebied van Tityus tayrona omvat oostelijk Panama (Darién) en Colombia.